# Sam Shockley
Samuel Richard Shockley, detto Sam (Arkansas City, 12 gennaio 1909 – carcere di San Quintino, 3 dicembre 1948), è stato un criminale statunitense ed uno dei detenuti di Alcatraz che partecipò alla Battaglia di Alcatraz, nel 1946.

## Biografia
Shockley nacque ad Arkansas City nel 1909 ed era il figlio di Richard Dick Shockley. Sam fu arrestato per un furto in banca in Oklahoma, nel maggio 1938 e condannato all'ergastolo. Fu trasferito ad Alcatraz da Leavenworth (Kansas), dato che risultava anche impazzito secondo alcuni esami psichiatrici. Nel maggio 1941, tentò di fuggire da una delle officine dell'isola insieme a Joe Cretzer, Arnold Kyle e Lloyd Barkdoll. Durante il tentativo di fuga, i quattro carcerati rapirono alcune guardie, ma presto abbandonarono la fuga per via del filo spinato sopra i cancelli.
Il 2 maggio 1946, Shockley fu uno degli artefici ad innescare la famosa "Battaglia di Alcatraz", nella quale, insieme a Marvin Hubbard, Miran Thompson, Clarence Carnes, Bernard Coy e Joe Cretzer, tentò la fuga. Coy rimase ucciso lo stesso giorno in cui si scatenò la rivolta. La fuga andò avanti fino al 4 maggio ed andò a vuoto con la morte di Cretzer. Shockley, insieme a Miran Thompson e Clarence Carnes, fu ritenuto responsabile e colpevole. Carnes, collaborando con le forze dell'ordine, evitò la pena di morte; Thompson e Shockley furono giustiziati a San Quintino, il 3 dicembre 1948, tramite la camera a gas.
Shockley venne sepolto nel non più esistente cimitero della prigione di San Quintino.